# Gidropribor

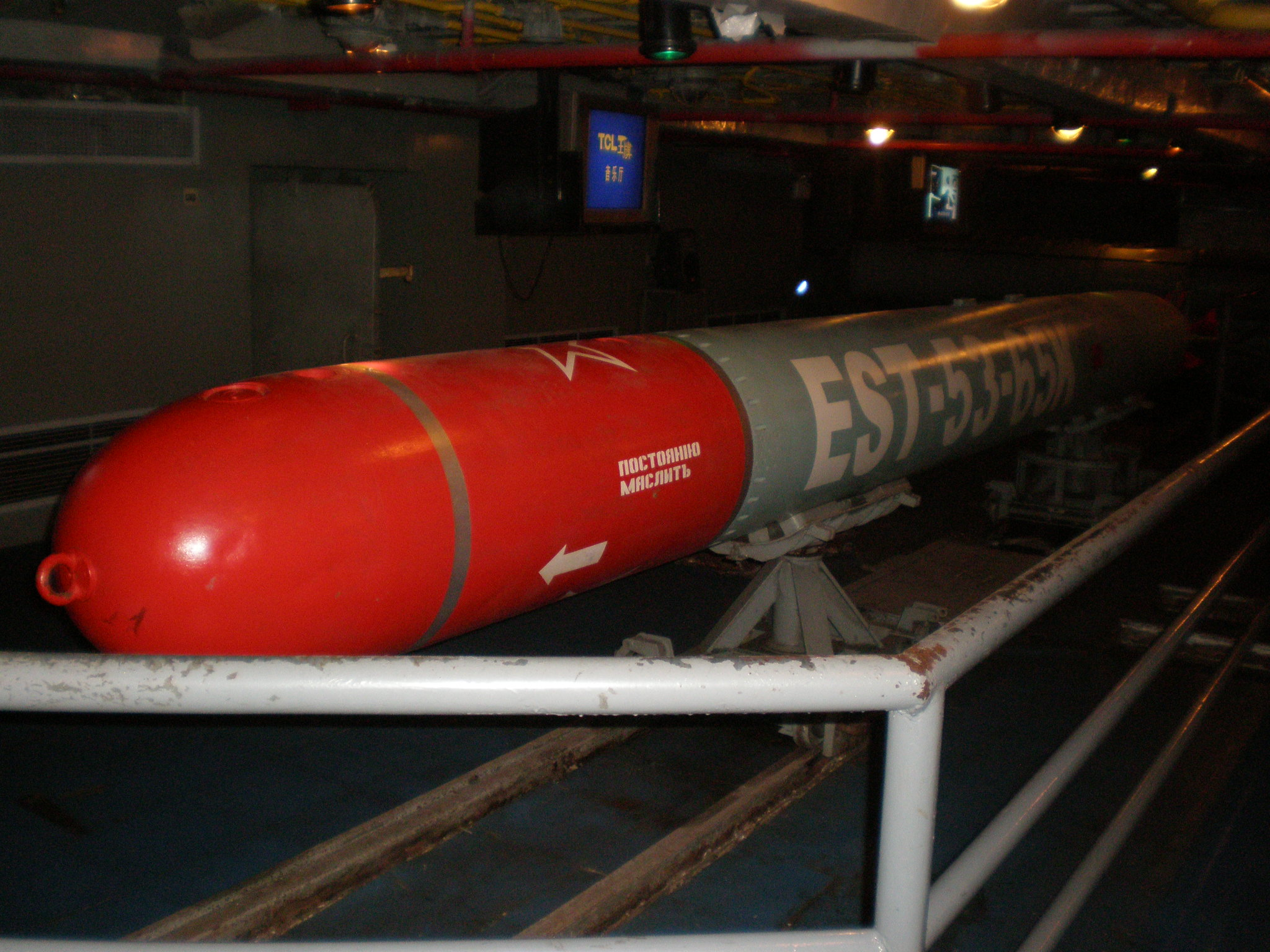
Siluro Tipo 53-65K da 533 mm

La Gidropribor - "Armi Subacquee Marittime" S.p.A. (in russo: Концерн «Морское подводное оружие — Гидроприбор») è un'azienda di San Pietroburgo attiva nel settore della costruzione di sistemi di difesa subacquei, come: siluri, mine navali, sonar.